# جاريد هاريس
جاريد هاريس (بالإنجليزية: Jared Harris)‏ (و. 1961 – م) هو ممثل من المملكة المتحدة . ولد في لندن.

## التعليم
تعلم في جامعة ديوك

## روابط خارجية
- جاريد هاريس على موقع IMDb (الإنجليزية)
- جاريد هاريس على موقع قاعدة بيانات الأفلام العربية
- جاريد هاريس على موقع ألو سيني (الفرنسية)
- جاريد هاريس على موقع ميوزك برينز (الإنجليزية)
- جاريد هاريس على موقع أول موفي (الإنجليزية)
- جاريد هاريس على موقع بوكس أوفيس موجو (الإنجليزية)
- جاريد هاريس على موقع قاعدة بيانات الأفلام السويدية (السويدية)
- جاريد هاريس على موقع إن إن دي بي (الإنجليزية)
- جاريد هاريس على موقع ديسكوغز (الإنجليزية)
- جاريد هاريس على موقع قاعدة بيانات الفيلم (الإنجليزية)